# جامعة سامفورد
جامعة سامفورد (بالإنجليزية:Samford University) هي جامعة مسيحية خاصة في هوموود، ألاباما. تأسست الجامعة باسم كلية هوارد في عام 1841. تصف جامعة سامفورد نفسها بأنها أقدم مؤسسة 86 للتعليم العالي في الولايات المتحدة. تضم الجامعة 5,758 طالبًا من 48 ولاية و22 دولة.

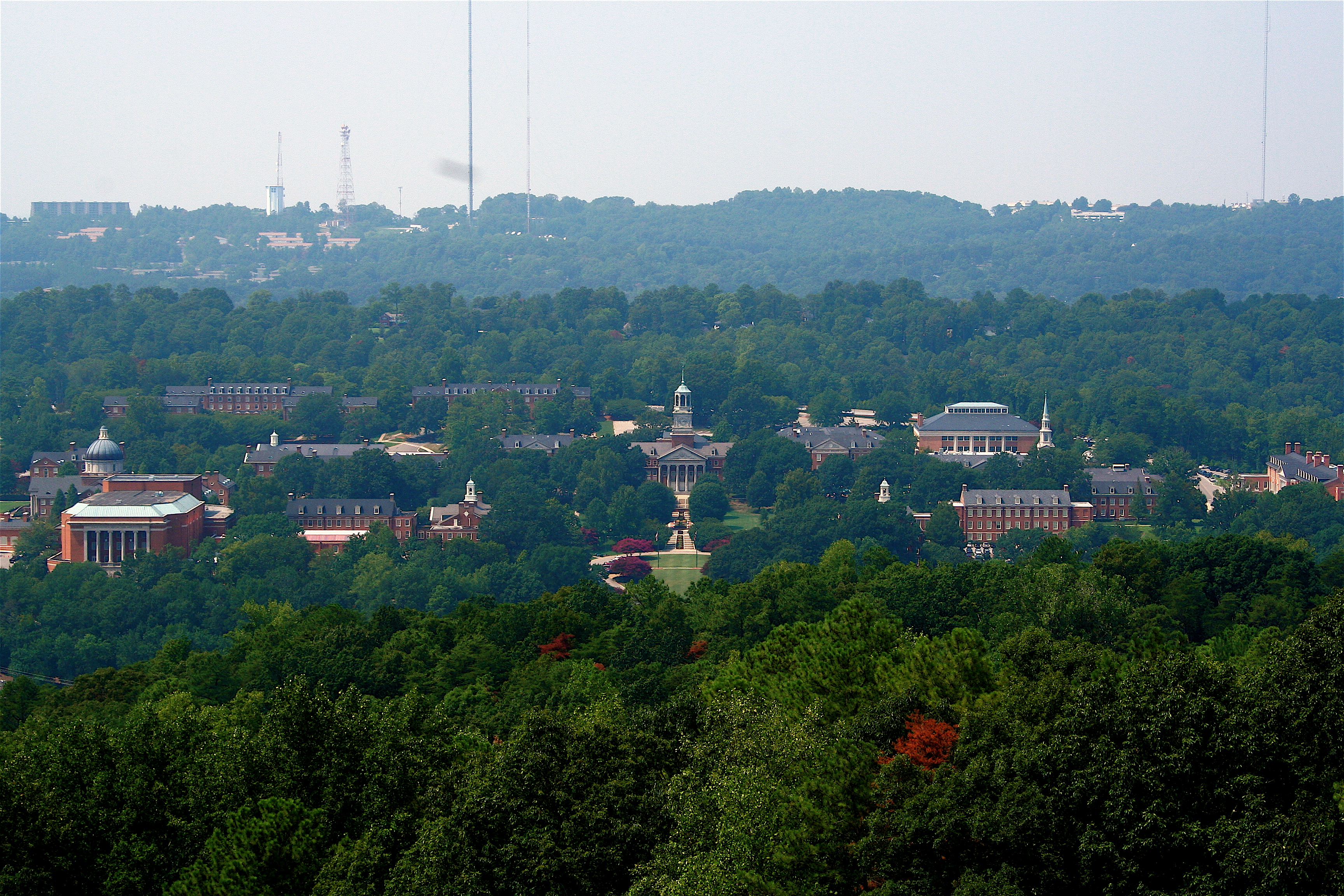
نظرة عامة على الحرم الجامعي

## التاريخ
في عام 1841، تأسست جامعة سامفورد باسم كلية هوارد في ماريون، ألاباما.  تم التبرع ببعض الأرض من قبل القس جيمس إتش ديفوتي، الذي خدم في مجلس أمناء سامفورد لمدة خمسة عشر عامًا ورئيسًا لها لمدة عامين.  أول هدية مالية كانت، 4000 دولار، قدمتها جوليا تارانت بارون، كما أعطت هي وابنها الأرض لإنشاء الكلية. تأسست الجامعة بعد أن قررت اتفاقية ولاية ألاباما المعمدانية بناء مدرسة للرجال في مقاطعة بيري، ألاباما. بدأ الطلاب التسعة الأوائل بالكلية دراساتهم في يناير 1842 بمنهج تقليدي للغة والأدب والعلوم. في تلك السنوات الأولى تم نشر خطابات التخرج للعديد من المتحدثين المتميزين، بما في ذلك تلك التي كتبها توماس جي كين من موبيلي، وجوزيف والترز تايلور، ونوح ك.ديفيز، وصمويل ستيرلنج شيرمان. في أكتوبر 1854، دمر حريق جميع ممتلكات الكلية، بما في ذلك المبنى الوحيد فيها.  بينما تعافت الكلية من الحريق، بدأت الحرب الأهلية. تم تحويل كلية هوارد إلى مستشفى عسكري من قبل الحكومة الكونفدرالية في عام 1863. خلال هذا الوقت، قدم أعضاء هيئة التدريس المتبقون في الكلية التعليمات الأساسية للجنود المتعافين في المستشفى. ولفترة قصيرة بعد الحرب، احتلت القوات الفيدرالية الكلية وآوت العبيد المحررين في حرمها الجامعي. في عام 1865 أعيد افتتاح الكلية. قبل مجلس أمناء كلية هوارد العقارات والتمويل من مدينة برمنغهام، ألاباما في عام 1887، شكلت الكلية التي بقيت في ماريون، معهد ماريون العسكري في الحرم الجامعي القديم.

### القرن ال 20

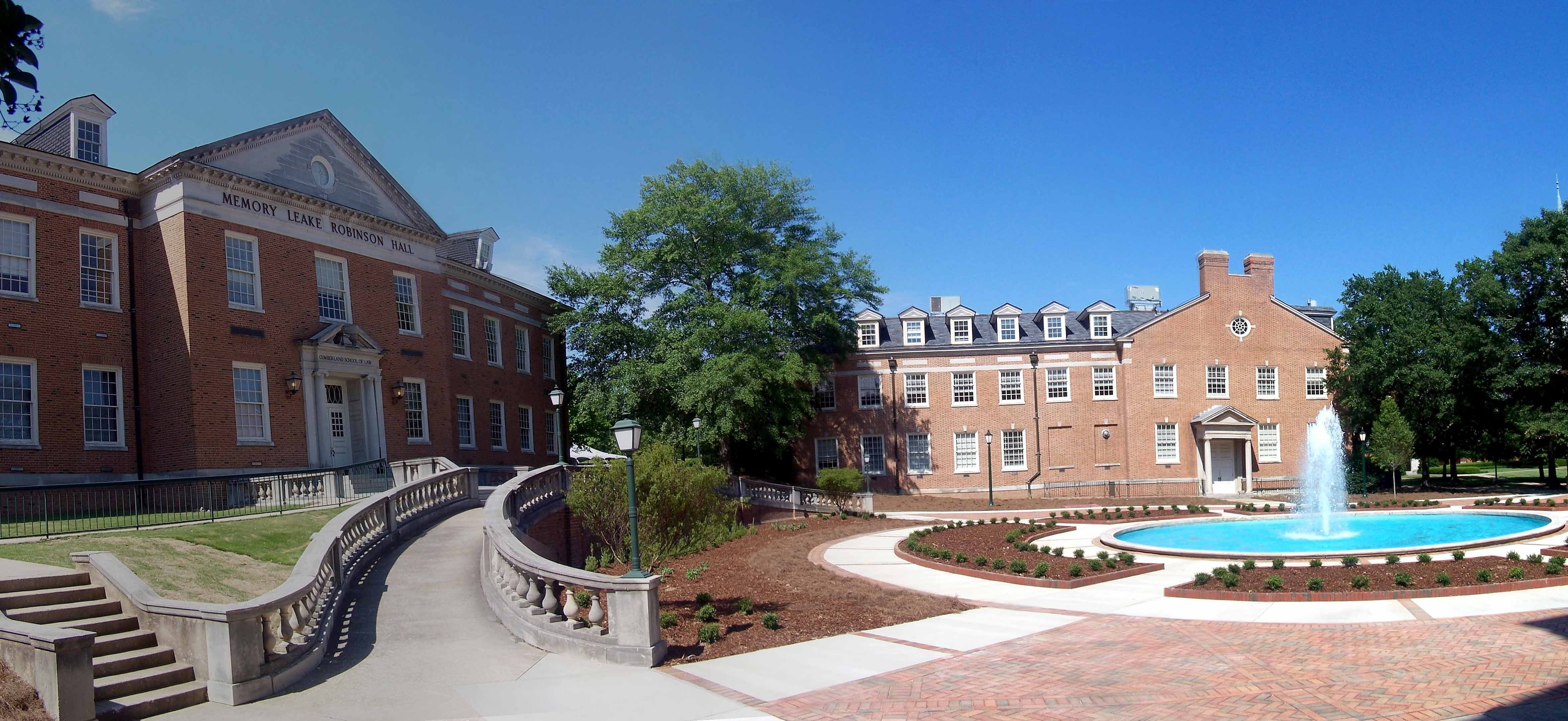
مدرسة كمبرلاند للقانون عام 2006

في عام 1913، أصبحت الكلية مختلطة بشكل كامل ودائم. أضافت كلية هوارد مدرستها للموسيقى في عام 1914 ومدرسة التربية والصحافة في العام التالي. أنشأت الكلية قسم الصيدلة في عام 1927. في ذلك الوقت، كان البرنامج الوحيد من نوعه في جنوب شرق الولايات المتحدة. خلال الحرب العالمية الثانية، استضافت كلية هوارد برنامج تدريب كليات البحرية V-12، مما سمح للبحارة المجندين بالحصول على شهادات جامعية أثناء تلقي التدريب العسكري.  أدى عدد المحاربين القدامى الذين التحقوا بالكلية بعد الحرب إلى زيادة الالتحاق بما يتجاوز طاقتها. نتيجة لذلك، تم نقل الكلية إلى وادي شيدز في هوموود، ألاباما. تم افتتاح الحرم الجديد في عام 1957. في عام 1961، استحوذت الكلية على كلية كامبرلاند للقانون، وهي واحدة من أقدم كليات الحقوق في البلاد. بالإضافة إلى كلية الحقوق، أضافت كلية هوارد مدرسة جديدة للأعمال وأعيد تنظيمها لتحقيق مكانة جامعية في عام 1965. نظرًا لاستخدام اسم «جامعة هوارد» بالفعل، تمت إعادة تسمية كلية هوارد تكريماً لفرانك بارك سامفورد، الوصي على المدرسة منذ فترة طويلة.  في عام 1973، استحوذت الجامعة على مدرسة إيدا في موفيت للتمريض. أنشأت جامعة سامفورد مركزًا للدراسة للطلاب للدراسة في الخارج في كينسينجتون بإنجلترا عام 1984. في 21 سبتمبر 1989، طعن الأستاذ في جامعة سامفورد، ويليام لي سلاجل، أحد طلاب فريق المناظرة حتى الموت قبل أن يهرب؛ تم القبض أخيرًا على سلاجيل بعد ستة أشهر.
في عام 1994، صوت مجلس أمناء سامفورد للسماح لها بانتخاب أعضائها. أعطى هذا الجامعة استقلالًا رسميًا عن اتفاقية ولاية ألاباما المعمدانية، ولكن حتى عام 2017 احتفظ قادة المؤتمر بمقاعد بحكم المنصب في مجلس الإدارة، وتمت استشارتهم بشأن اختيار الوصي، وتم تقديم الأمناء الجدد إلى المؤتمر للتأكيد. 

### حقوق مدنيه
كمؤسسة خاصة منفصلة، كانت جامعة سامفورد معزولة إلى حد ما عن أنشطة قادة ومتظاهري حركة الحقوق المدنية في الخمسينيات وأوائل الستينيات. تحدى ضباط جمعية حكومة طلاب سامفورد حفلًا موسيقيًا منفصلًا أقامته في الحرم الجامعي برمنغهام السيمفوني من خلال دعوة ضباط الحكومة الطلابية من كلية مايلز القريبة، وهي مدرسة سوداء تاريخيًا كضيوف.
انتهى الفصل بين الجامعات الخاصة بإقرار قانون الحقوق المدنية لعام 1964 من قبل الكونجرس الأمريكي. في البداية، رفض قادة المدرسة التعبير عن التزامهم بإلغاء الفصل العنصري. على سبيل المثال، رفضت الجامعة التقدم بطلب للحصول على برنامج قرض الطالب NDEA لعام 1965-1966 لأنه سيتعين عليها تأكيد إلغاء الفصل العنصري. واجهت مدرسة كمبرلاند للقانون أكبر مخاطر فورية بفقدان الاعتماد. في عام 1967، قبلت أول طالب أسود لسامفورد، أودري لاتيمور جاستون. شرعت الجامعة بأكملها في إلغاء الفصل العنصري. في خريف عام 1969، أصبحت إليزابيث سلون راجلاند أول طالبة أمريكية من أصل أفريقي تعيش في الحرم الجامعي. في 1 يونيو 2020، أعلنت الجامعة عن نصب تذكاري لتكريم «تضحيات العديد من الأمريكيين الأفارقة من أجل مهمة ورؤية جامعة سامفورد حتى في الأيام التي كانت فيها جهودهم غير مرئية أو بالكاد معترف بها» تذكرت على وجه التحديد غاستون وخادم مستعبد المسمى «هاري» الذي توفي أثناء إنقاذ الطلاب من حريق 1854. بعد بضعة أسابيع، نتيجة للمحادثات في الحرم الجامعي في أعقاب مقتل جورج فلويد، أنشأت ويستمورلاند فريق عمل جامعي معني بالعدالة العرقية. تمت الموافقة على النسخة النهائية لتقرير فريق العمل هذا من قبل مجلس أمناء الجامعة في 26 أبريل 2021 وتم إصدارها للجمهور في اليوم التالي.

### القرن ال 21
تم تعيين الدكتور أندرو ويستمورلاند رئيسًا للجامعة في عام 2006. في ذلك العام، تم تخصيص قاعة جين هولوك بروك ريسيتال كجزء من مجمع الفنون الجميلة بالجامعة. تم افتتاح منشأة جديدة لكرة القدم والمسار في عام 2011، وهي جزء من توسعة استمرت لعقد من الزمن لمرافق ألعاب القوى الجديدة التي تضمنت مركزًا للتنس وملعبًا لكرة السلة ومنزلًا لكرة القدم وملعبًا للكرة اللينة. بالنسبة للعام الدراسي 2016-2017، بلغت الآثار الاقتصادية والمالية للجامعة في ألاباما 424.8 مليون دولار، و 2424 وظيفة، و16.1 مليون دولار من ضرائب الدخل والمبيعات الحكومية، و6 ملايين دولار في ضريبة المبيعات المحلية. في عام 2013، أنشأت الجامعة كلية جديدة للعلوم الصحية، بما في ذلك كلية إيدا في موفيت للتمريض، وكلية ماكوورتر للصيدلة، وكلية المهن الصحية وكلية الصحة العامة. تم تعيين عميد كلية التمريض، نينا ساندرز، نائب عميد الكلية الجديدة، وبعد تقاعدها في عام 2020، تم تغيير اسم مدرسة التمريض إلى مدرسة موفيت وساندرز للتمريض. في عام 2013، أعلنت الجامعة عن بناء مرفق جديد لإيواء كلية بروك للأعمال. في عام 2014، تم افتتاح مجمع القرية الغربية السكني. في ديسمبر من ذلك العام، اشترت الجامعة المقر المجاور لـ التقدم الجنوبي، وهي شركة تابعة لـ تايم أي ان سي، والتي تضم كلية العلوم الصحية. 
تم إنهاء العلاقة المالية الطويلة للجامعة مع اتفاقية ولاية ألاباما المعمدانية من قبل الجامعة في يوليو 2017 عندما أعلن الأمناء أنهم لن يقبلوا بعد الآن الأموال من الاتفاقية. في وقت لاحق من ذلك العام، اتفق سامفورد واتفاقية الولاية على أن سامفورد لن تقدم قائمة الأمناء الخاصة بها إلى المؤتمر للتأكيد وأن مسؤولي المؤتمر لم يعد لديهم منصب بحكم المنصب في مجلس الإدارة. أنهى هذا الجوانب الرئيسية لعلاقة سامفورد الرسمية باتفاقية الدولة التي كانت موجودة منذ عقود. ومع ذلك، ولكن حكم الأمناء نفسه، يجب أن يكون جميع الأمناء أعضاء في الكنائس المعمدانية و 75٪ من ولاية ألاباما. سامفورد شريك تعاوني لمجلس الكليات والجامعات المسيحية. في أغسطس 2020، أعلن ويستمورلاند أنه سيتقاعد في 30 يونيو 2021. في 10 مارس 2021، أُعلن أن رئيس جامعة ويتوورث بيك إيه تايلور سيخلفه. تولى تايلور منصبه في 1 يوليو 2021.

## أكاديميون

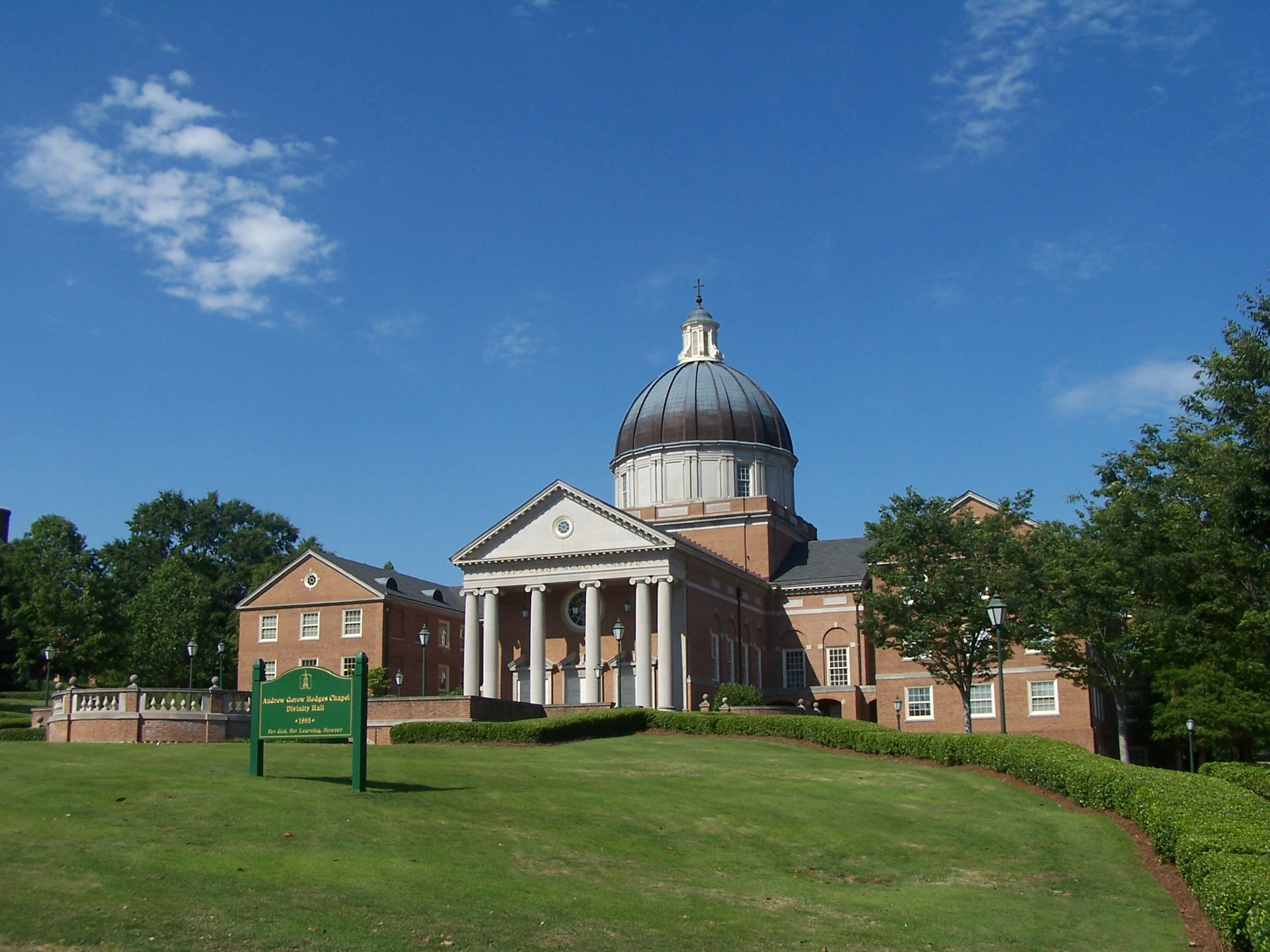
مدرسة اللاهوت بيسون

تقدم سامفورد، وهي جامعة مسيحية، برامج للحصول على درجات البكالوريوس والدراسات العليا، مع 170 تخصصًا جامعيًا وقصرًا وتركيزًا. تنقسم الجامعة إلى كلية الفنون وكلية هوارد للفنون والعلوم وكلية بروك للأعمال ومدرسة بيسون ديفينتي وكلية أورليان بولارد بيسون للتربية ومدرسة كمبرلاند للقانون وكلية موفيت وساندرز للتمريض وكلية ماك وورتر للصيدلة، وكلية المهن الصحية، وكلية الصحة العامة. نسبة أعضاء هيئة التدريس إلى الطلاب في جامعة سامفورد هي 1:13. ما يقرب من ثلثي فصول الجامعة بها أقل من 20 طالبًا. 

## حرم الجامعة
انتقل حرم سامفورد الجامعي ثلاث مرات خلال تاريخه. في الأصل، كانت كلية هوارد تقع في ماريون، ألاباما، وهي بلدة الحزام الأسود بين سلمى وتوسكالوسا. كانت مسقط رأس كوريتا سكوت كينج. انتقلت الكلية مرتين في المدينة. حرمها الثاني هو الآن مقر معهد ماريون العسكري . في عام 1887، انتقلت الكلية إلى مجتمع إيست ليك في برمنغهام. تقع الجامعة الآن على بعد حوالي 5 ميل (8 كـم) جنوب وسط مدينة برمنغهام في هوموود، وادي الظلال في ألاباما على طول طريق ليكشور في هوموود، على بعد 2 ميل (3 كـم) من الطريق السريع 65. تم بناؤه على الطراز الاستعماري الجورجي على أساس المستعمرة ويليامزبرغ كما تصورتها لينا فيل ديفيس، الزوجة المحببة للرئيس آنذاك هارويل ديفيس عندما تم نقل الحرم الجامعي إلى منطقة وادي شيدز في مقاطعة جيفرسون في 1953-57. تم تصميم الحرم الجامعي من قبل شركة الهندسة المعمارية في برمنغهام فان كيرين وديفيز، كما تم تصميم معظم المباني اللاحقة من قبل نفس الشركة، المعروفة باسم المهندسين المعماريين ديفيس منذ عام 1986.

## التركيبة السكانية للطلاب
في عام 2020، التحق بجامعة سامفورد 3576 طالبًا جامعيًا و2153 طالب دراسات عليا ومتخصصين. يحضر طلاب من 47 ولاية و30 دولة إلى سامفورد، مع 66 بالمائة من الطلاب الجامعيين قادمون من خارج ولاية ألاباما. 97 في المائة من جميع خريجي مايو 2019 الجامعيين تم توظيفهم أو تسجيلهم في كلية الدراسات العليا أو في دورات تدريبية في غضون ستة أشهر من التخرج.  أكمل 81 بالمائة من خريجي مايو 2015 فترة تدريب خلال فترة وجودهم في سامفورد. خلال عام 2015، أكمل طلاب سامفورد 716,902 ساعة من خدمة المجتمع.

## الألعاب الرياضية
تضم الجامعة 17 رياضة جامعية وتشارك في الرابطة الوطنية لرياضة الجامعات على مستوى القسم الأول كعضو في المؤتمر الجنوبي. تشمل الرياضات الرجالية البيسبول وكرة السلة وعبر الضاحية وكرة القدم والجولف والتنس وألعاب المضمار والميدان الداخلية والخارجية. تشمل الرياضات النسائية كرة السلة، اختراق الضاحية، الجولف، كرة القدم، الكرة اللينة، التنس، المضمار الداخلي والخارجي والميدان والكرة الطائرة.
في تقرير الرابطة الوطنية لرياضة الجامعات لعام 2013، حقق طلاب سامفورد الرياضيون معدل تقدم أكاديمي متوسط بلغ 990، وهو أعلى معدل في ألاباما. لقد كان هذا العام الثامن على التوالي الذي كان سامفورد فيه رائدًا في إجراءات APR، بدءًا من عام 2005 عندما احتل المركز السابع في البلاد في الترتيب الافتتاحي.  الجامعة هي واحدة من 61 مدرسة فقط حصلت على جائزة التقدير العام من الرابطة الوطنية لرياضة الجامعات للتميز الأكاديمي في السنوات الثماني الماضية.
في عام 2019، احتلت فرق ألعاب القوى في سامفورد المرتبة الأولى في ولاية ألاباما والمؤتمر الجنوبي والمرتبة 18 في البلاد بين جميع مدارس الرابطة الوطنية لرياضة الجامعات المستوى الاول لمعدل نجاح التخرج من قبل الرابطة الوطنية لرياضة الجامعات بمتوسط درجات 97٪. سجلت تسعة فرق نتائج ممتازة. سامفورد هو الأول بين مدارس القسم الأول في ألاباما وفي المؤتمر الجنوبي.
فازت بلودوج ب 48 بطولة مؤتمرات منذ انضمامها إلى المؤتمر الجنوبي في عام 2008. في السنوات العشرين الماضية، تم اختيار 28 لاعباً بيسبول سامفورد في مشروع دوري البيسبول الرئيسي، وتم اختيار 19 لاعباً من لاعبي كرة القدم من بلدغ في مسودة الدوري الوطني لكرة القدم. يشمل الطلاب الرياضيون السابقون مدربي كرة القدم في البطولات الوطنية بوبي بودين وجيمبو فيشر الظهير المدافع كل المحترفين كورتلاند فينيجان، أبرز نجوم اتحاد كرة القدم الأميركي جيمس برادبيري (كارولينا بانثرز) ومايكل بيرس (بالتيمور رافينز) وجاكويسكي تارت (سان فرانسيسكو 49)، ولاعب البيسبول فيليب إرفين، الذي حقق نجاحًا مع فريق سينسيناتي ريدز.

## خريج متميز
تضم الجامعة أكثر من 52000 خريج، بما في ذلك أعضاء الكونجرس الأمريكي، وسبعة حكام ولايات، وقاضيان في المحكمة العليا الأمريكية، وأربعة علماء رودس، والعديد من الفنانين الحاصلين على جوائز إيمي وجرامي، ومدربان وطنيان لكرة القدم، وحائزون على جائزتي بوليتسر ونوبل للسلام. بعض الخريجين البارزين هم:

### السياسة والحكومة
- روبرت أديرهولت (1990)، عضو الكونجرس الأمريكي من ألاباما (1997 حتى الآن)
- أندرو إل براشر، قاضي مقاطعة بالولايات المتحدة (جامعة سامفورد، كلية هارفارد للقانون)
- جويس تشاندلر - معلمة سابقة وعضو في مجلس النواب بجورجيا.[69]
- تشارلز كريست، حاكم فلوريدا السابق، تخرج من كلية الحقوق في كمبرلاند
- ستيفن لويس أ. ديلارد [70] (1992)، رئيس محكمة الاستئناف بجورجيا
- جيم فولسوم (غير خريج)، حاكم ألاباما من 1947-1951 و1955-1959
- كورديل هال، وزير خارجية الولايات المتحدة السابع والأربعون (1933-1944)، الحائز على جائزة نوبل للسلام (1945)
- جودي هانت (1982)، مساعد المدعي العام للولايات المتحدة (2018 إلى الوقت الحاضر)
- هويل إدموندز جاكسون، قاضٍ في المحكمة العليا الأمريكية (1893-1895)
- ليم جونز، عميل الخدمة السرية الأمريكية (1954-1976)
- دوغ جونز، سيناتور الولايات المتحدة من ألاباما (2018-2021)
- هوراس هارمون لورتون، قاضي المحكمة العليا الأمريكية (1909–14)
- نينا ميجليونيكو (1932)، مجلس مدينة برمنغهام، 1963-1985
- إريك موتلي (1996) مسؤول في وزارة الخارجية [71] [72]
- مايكل باتريك مولروي،[73] [74] نائب مساعد وزير الدفاع لوزير الدفاع جيمس ماتيس
- إدوين نلسون، قاضٍ اتحادي للولايات المتحدة (جامعة سامفورد، كلية كمبرلاند للقانون - 1969)
- كيفين نيوسوم، قاضي محكمة الاستئناف الأمريكية للدائرة الحادية عشرة (2017 إلى الوقت الحاضر)
- ستايسي إي بيكرينغ، مدقق حسابات ولاية ميسيسيبي منذ عام 2008
- جون راسل تايسون (1877)، قاضي المحكمة العليا في ألاباما وممثل الولايات المتحدة في ولاية ألاباما.
- جاني شورز (1992)، قاضية في المحكمة العليا في ألاباما، أول امرأة في تلك المحكمة واعتبرها بيل كلينتون مرشحًا للمحكمة العليا
- راندال وودفين، عمدة برمنغهام، ألاباما (كلية الحقوق بجامعة سامفورد كمبرلاند)

### الفنون والآداب
- جون أكوف، مؤلف كتاب «ابدأ» الأكثر مبيعًا في نيويورك تايمز لعام 2013
- ماري أندرسون، ممثلة
- زين بيردويل (2003)، مهندس تسجيل حائز على جائزة جرامي
- فيليب بيرنباوم، مؤلف ومترجم الأعمال اليهودية
- كارين فيرتشايلد وكيمبرلي شلابمان من مجموعة كانتري جروب ليتل بيج تاون
- واين فلينت (1961) مؤرخ رشح على جائزة بوليتسر
- إليزابيث فوترال، مغنية الأوبرا
- آن جورج، مؤلفة الغموض
- توني هيل ممثل، Arrested Development ،Veep، وToy Story 4
- Harold E. Martin (1923-2007) (1954) الحائز على جائزة بوليتسر للتقارير الاستقصائية، ناشر Montgomery Advertiser و Alabama Journal .
- جيل باتريك ممثلة ومنتج تلفزيوني
- سوزان باترسون، نجمة الأوبرا العالمية
- جين إليسون شافير (2007) ملحن وموسيقي أمريكي
- كريستيان ستانفيل، مغني وكاتب أغاني موسيقى الروك المسيحي
- بيري ستيفنز ، ممثل، Loving The Bold and the Beautiful

### الدين
- تشارلز بيلينجسلي، مغني مسيحي، زعيم العبادة، كاتب أغاني، مؤلف، زعيم العبادة، كنيسة توماس رود المعمدانية، لينشبورج، فيرجينيا
- سكوت داوسون، مؤسس جمعية سكوت داوسون الإنجيلية؛ مؤسس حركة المؤتمر القوة على الصمود
- آدم و. جرينواي، رئيس المدرسة اللاهوتية المعمدانية الجنوبية الغربية
- Hershel H. Hobbs، قس، الكنيسة المعمدانية الأولى، أوكلاهوما سيتي، رئيس المؤتمر المعمداني الجنوبي (1961-1963) [75]
- لوري، رجل دين معمداني جنوبي ومؤلف من مدينة بوسير، لويزيانا
- ديفيد جوردون ليون، كرسي هوليس في مدرسة اللاهوت بجامعة هارفارد وأمين متحف السامي
- ألبرت موهلر، رئيس المدرسة اللاهوتية المعمدانية الجنوبية
- إد ستيتزر، مؤلف ، ومتحدث، وباحث ، وراعي، وزارع كنيسة ، وعالم إرسالي مسيحي

### الرياضة
- جيمس برادبيري، لاعب كرة قدم محترف
- بوبي بودين، ثاني أفضل مدرب على الإطلاق في دوري الدرجة الأولى لكرة القدم.
- مارف تربية (1952)، لاعب بيسبول محترف
- فيليب إرفين، لاعب بيسبول محترف
- كورتلاند فينيجان، لاعب كرة قدم محترف
- جينيفر فار ديفيس، مسافات طويلة ومؤلفة
- جيمبو فيشر، مدرب كرة القدم في الكلية ، حاليًا مدرب تكساس إيه آند إم أجيس
- سام جولدمان، لاعب كرة قدم محترف
- ديفلين هودجز، لاعب كرة قدم محترف
- سليك لولار، لاعب كرة قدم محترف
- ويندل ماجي، لاعب بيسبول محترف
- مايكل بيرس، لاعب كرة قدم محترف
- ترافيس بيترسون، لاعب كرة قدم محترف
- مارك ساليرز، لاعب كرة قدم محترف
- جاكيسكي تارت، لاعب كرة قدم محترف
- جيريمي تاونز، لاعب كرة قدم محترف وطبيب
- كوري وايت، لاعب كرة قدم محترف
- نيك ويليامز، لاعب كرة قدم محترف

### آخرى
- بوبا كاثي، رجل أعمال ملياردير، Chick-fil-A [76]
- جون كريست، كوميدي [77]
- ديدري داونز، (2002)، ملكة جمال أمريكا 2005.
- سكارلوت ديوبري، (2002)، ملكة جمال ألاباما 2002، الوصيفة الأولى لملكة جمال أمريكا
- آمي بيث ديكنسون، الوصيفة الأولى لهيذر وايتستون في مسابقة ملكة جمال ألاباما عام 1994. عندما توجت وايتستون ملكة جمال أمريكا، تم ترقية ديكنسون إلى ملكة جمال ألاباما.
- مارفن مان (1954)، الرئيس التنفيذي لشركة Lexmark [78]
- ميليندا تول (2006)، ملكة جمال ألاباما 2006، الوصيفة الرابعة لملكة جمال أمريكا

## روابط خارجية
- الموقع الرسمي
- Samford University at College Navigator, a tool from the National Center for Education Statistics